# Agnes Hedvig af Anhalt
Agnes Hedvig af Anhalt (12. marts 1573 – 3. november 1616) var en tysk fyrstinde, der var kurfyrstinde af Sachsen i 1586 og hertuginde af Sønderborg fra 1588 til 1616. Hun var datter af fyrst Joachim Ernst af Anhalt og gift med kurfyrst August 1. af Sachsen og hertug Hans den Yngre af Slesvig-Holsten-Sønderborg.

## Biografi
Agnes Hedvig blev født den 12. marts 1573 i Dessau som datter af fyrst Joachim Ernst af Anhalt i hans andet ægteskab med Eleonora af Württemberg. I 1581 blev hun som otteårig abbedisse i Rigsabbediet Sankt Cyriakus i Gernrode.
I 1586 forlod hun abbediet og blev som 12-årig gift den 3. januar 1586 med den 60-årige kurfyrste August 1. af Sachsen som hans anden hustru. På deres bryllupsnat skal hun have bedt om at få frigivet Caspar Peucer, som pga. Augusts første hustru, Anna af Danmark, var blevet fængslet som calvinist. Kurfyrsten  døde få uger efter brylluppet, den 11. februar 1586. Som enkesæde modtog hun Lichtenburg Slot, hvor hun dog aldrig boede.
To år senere, den 14. februar 1588, giftede hun sig som 14-årig med sin første mands første kones bror, hertug Hans den Yngre af Slesvig-Holsten-Sønderborg, som hans anden hustru. Hun bragte en medgift på 30.000 rigsdaler med ind i ægteskabet. Hertug Hans havde 14 børn fra sit første ægteskab, og i ægteskabet med Hans fødte hun ni børn.
Hun døde som 43-årig den 3. november 1616 i Sønderborg, seks år før sin mand. Hun ligger begravet i Dronning Dorotheas Gravkapel på Sønderborg Slot.

## Børn
| Navn               | Født               | Død                | Bemærkninger                                                                                                  |
| Med Hans den Yngre | Med Hans den Yngre | Med Hans den Yngre | Med Hans den Yngre                                                                                            |
| ------------------ | ------------------ | ------------------ | --- |
| Eleonora           | 4. april 1590      | 13. april 1669     | |
| Anna Sabine        | 7. marts 1593      | 18. juli 1659      | Gift 1. januar 1618 med Hertug Julius Frederik af Württemberg-Weiltingen                                      |
| Hans Georg         | 9. februar 1594    | 25. januar 1613    | |
| Joachim Ernst      | 29. august 1595    | 5. oktober 1671    | Hertug af Slesvig-Holsten-Sønderborg-Plön 1622-1671 Gift 1633 med Dorothea Augusta af Slesvig-Holsten-Gottorp |
| Dorothea Sibylla   | 13. juli 1597      | 21. august 1597    | |
| Dorothea Maria     | 23. juli 1599      | 27. marts 1600     | |
| Bernhard           | 12. april 1601     | 26. april 1601     | |
| Agnes Magdalene    | 17. november 1602  | 17. maj 1607       | |
| Eleonora Sophie    | 24. februar 1603   | 5. januar 1675     | Gift 28. februar 1624 med fyrst Christian 2. af Anhalt-Bernburg                                               |